# 1129 Neujmina
1129 Neujmina este un asteroid din centura principală, descoperit pe 8 august 1929, de Praskovia Parceomenko.